# Episodi di Una strega imbranata (terza stagione)
| nº | Titolo originale                    | Titolo italiano            | Prima TV UK | Prima TV Italia |
| -- | ----------------------------------- | -------------------------- | ----------- | --------------- |
| 1  | The Wishing Star                    | La stella dei desideri     |             |                 |
| 2  | Double Hubble                       | Hubble e Hubble            |             |                 |
| 3  | Magic Mum                           | La mamma è magica          |             |                 |
| 4  | The Swamp Troll                     | Il troll della palude      |             |                 |
| 5  | The Owl and the Pussycat            | Il guffo e il gatto        |             |                 |
| 6  | The Game                            | Il gioco                   |             |                 |
| 7  | Bad Magic                           | Magia sbagliata            |             |                 |
| 8  | The Cackle Run                      | La corsa della Cackle      |             |                 |
| 9  | Starstruck                          | Stregata da star           |             |                 |
| 10 | Finding Joy                         | Alla ricerca di Joy        |             |                 |
| 11 | The Broom Stick Uprising            | La rivolta delle scope     |             |                 |
| 12 | Ethel Hallow to the Rescue, Parts 1 | Scambio di persona         |             |                 |
| 13 | Ethel Hallow to the Rescue, Parts 2 | Ethel Hallow alla riscossa |             |                 |